# Малайсары-батыр
Малайсары-батыр (каз. Малайсары Тоқтауылұлы, 1708—1754) — общественный деятель, посол, а также участник казахско-джунгарской войны. Выходец из рода Басентиын племени аргын.

## Биография
Малайсары родился в нынешнем Майском районе Павлодарской области. Происходит из рода Басентиын племени Аргын. В те времена над Казахским ханством нависли тяжелые времена. Впоследствии нападения соседей, казахи лишились значительной части своих земель. К тому же, ситуацию ухудшали внутренние конфликты.
В 1723 году, Джунгарский хунтайджи Галдан Цэрэн решает окончательно уничтожить казахский народ и завоевать их земли, он бросает значительную часть своей армии, которой командует его сын Шоно-Лоузана. Нападение планировалась весной, так как в это время года казахи были более уязвимы и не могли дать должный отпор своему противнику. Эта тактика дала плоды, джунгарская армия прочесывая степи, причинила коренному народу не мало горя. Этот период остался в памяти народа как «Годы великого бедствия»
Война за освобождение земель, началась с первых дней вражеского нашествия и была возглавлена известными батырами, которые были готовы отдать жизни ради своего народа. В это время Малайсары показал себя на поле боя.
Согласно исследованиям В. Никитина, Малайсары проникнув в центр Сары-арки, смог построить крепость в Каркаралинских горах. В это время эта местность была захвачена джунгарами. Прилагая огромные усилия джунгарским военачальникам, так и не удалось взять ставку батыра.
Со временем, благодаря совместным ударам Малайсары и других батыров, джунгары начали покидать казахские степи. Воодушевившись этим, казахские племена смогли объединить все три жуза, и выступить единым знаменем. Им удалось нанести ряд поражении джунгарской армии. Главной и решающей битвой стало Аныракайское сражение, которое произошло в 1730 году. После этой битвы Галдан Церен был вынужден идти на перемирие. Однако хунтайджи не смирился с поражением, ему нужна была пауза для того, чтобы собрать новые силы. С 1739 года джунгары вновь начинают тревожить казахские земли.
В 1741 году тридцатитысячная армия джунгар, имея на вооружении артиллерию, начала беспощадно громить казахов из среднего жуза. Именно в эти моменты джунгары взяли в плен султана Абылая. Но и в этот раз казахская сторона смогла выстоять и дать отпор захватчикам, несмотря на то, что противник превосходил их по силе.
Обе стороны понесли тяжелые потери. В конечном счете между сторонами было заключено временное перемирие. Осенью 1741 года казахское посольство отправилось в Джунгарию для того, чтобы составить окончательное мирное соглашение. При встрече джунгарский хунтайджи выдвинул 2 ультимативных требования. Первое, это ежегодная оплата дани и второе, предоставление аманатов (заложников) многих известных правителей. Только при выполнении этих требовании хунтайджи был согласен освободить Абылай султана. В противном случае хунтайджи был готов возобновить боевые действия. После этих требовании в ханстве начался раздор. Часть ханов была готова принять требования Галдан Церена, другая же половина выступала против и была готова продолжить войну. В этот момент выдвинулся Малайсары. Осенью 1742 года, возглавив казахское посольство, он отправился в Джунгарию вместе с тремя аманатами. Прибыв на место, батыр отдал Галдану аманатов и посоветовал ему ограничится этим. Галдан был полон гнева, тем не менее находясь на джунгарской земле, Малайсары вел себя достойно и сказал:
У нас и в Россию со всех родов в аманаты не требуют, а ты де хочешь быть больше Великороссийского государства
За сказанные слова Малайсары мог с легкостью лишиться жизни, но хунтайджи высоко оценивает его храбрость. Он соглашается с условиями казахской стороны и снимает все свои требования. Абылай освобождается из плена и вместе с Малайсары возвращается в родную степь. Под конец Абылай и Малайсары получают от Галдана щедрые дары.
По другим материалам известно, что Галдан Цэрен вместе с Абылай султаном выпустил и многих других казахов, которые находились в плену у джунгар. А батыру Малайсары он дал титул Тархана. Малайсары-батыр сыграл важную роль в подписании соглашения о перемирии. Абылай всю жизнь был благодарен батыру за его поступок.
Обе стороны продолжали поддерживать мирные отношения и после смерти Галдана Цэрэна, пока в 1751 году в Джунгарии не начались распри между конкурентами на престол. Абылай султан решил воспользоваться данной ситуацией, чтобы поставить у власти нужного ему человека.
Поначалу Малайсары не хотел начинать новую войну и поэтому отрицательно отнесся к этим планам, так как сохраняя мир, Малайсары и его брат Кайдаула смогли спасти многие казахские племена. Но в итоге, чтобы не допустить распри и сохранить народное единство, Малайсары решает поддержать идею Абылай султана.
Вскоре Малайсары вместе с Баяном, Олжабаем и другими батырами присоединяется к отряду Абылая, и выходит в поход против Джунгарии. Но этот поход становится для батыра последним, получив ранение, он погибает в бою.
Войн похоронен в нынешней Алматинской области, на возвышенности, рядом с хребтом Алтын-Эмель. Возвышенность теперь носит его имя.
На сегодняшний день его потомки живут в Павлодарской и Алматинской областях.

## Память
В 2016 году в Павлодаре был установлен памятник батыру, так же одна из улиц этого же города названа в честь Малайсары-батыра.